# Hyphoraia maculania
Hyphoraia maculania là một loài bướm đêm thuộc phân họ Arctiinae, họ Erebidae.